# Histoire des Juifs à Goniądz
Les Juifs se sont installés à Goniądz dès le début du XVIIIe siècle, mais ce n'est qu'après la révocation du privilège de non tolerandis Judaeis que leur nombre a fortement augmenté pour atteindre plus de 2 000 et représenter plus de 50 % de la population de la ville. Dès l'arrivée de l'armée allemande pendant la Seconde Guerre mondiale, les massacres de masse de la population juive commencent. Le ghetto créé pour séparer les Juifs du reste de la population, est liquidé en novembre 1942 et ses occupants envoyés vers les camps d'extermination.
Goniądz est une ville polonaise du powiat de Mońki dans la voïvodie de Podlachie. La ville est polonaise jusqu'en 1795, date à laquelle elle est attribuée au royaume de Prusse lors du troisième partage de la Pologne. De 1807 à 1915, Goniądz fait partie de l'Empire russe, et après la Première Guerre mondiale redevient polonaise. Lors de la Seconde Guerre mondiale, la ville est tout d'abord occupée par les troupes soviétiques, puis lors de l'opération Barbarossa en 1941 par l'Allemagne nazie. Elle est libérée en 1945 par l'Armée rouge.  

## Histoire des Juifs et de la communauté juive de Goniądz

### La communauté juive, de sa création à la Seconde Guerre mondiale
Bien que le privilège de non tolerandis Iudaeis en vigueur à Goniądz, interdisant aux Juifs de s'installer dans la ville, n'est été aboli qu'en 1795 par les Prussiens, les premiers Juifs se sont installés en ville pendant la grande guerre du Nord (1700-1721). En 1716, plusieurs familles juives vivent à Goniądz et possèdent leur propre lieu de culte dans une maison privée.
Initialement, les Juifs habitent l'ancienne Jurydyka du château, un terrain où ils peuvent s'installer librement car l'interdiction du privilège ne concerne que les terrains et propriétés possédés par des habitants de la ville. L'autorisation donnée aux Juifs de s'installer en ville, est probablement due aux ravages de la guerre à Goniądz, provoqués par l'invasion suédoise et à une épidémie qui a tué de nombreux habitants dans la seconde moitié du XVIIe siècle et au début du XVIIIe. Selon A. Holsche, les maisons à cette époque étaient vides. Les Juifs ont donc contribué à la relance économique de la ville. Une information datée du 15 février 1734 confirme qu'une pré-communauté juive existe à Goniądz et qu'une synagogue a été construite.
En 1735, il existe en ville une guilde de tailleurs juifs qui paie annuellement 20 zlotys polonais au prêtre de la paroisse. Selon le recensement de 1765, 426 Juifs vivent à Goniądz et dans la paroisse. Ils s'occupent principalement de commerce et sont spécialisés dans la vente de louches, de bols et autres ustensiles en bois, appelés kopańki. En 1766, les services des douanes d'Augustów, Kolno, Osowiec, Nowogród, Szczuczyn et Wizna répertorient 24 marchands de Goniądz dont 14 Juifs. Une description non datée, probablement entre 1755 et 1779, de l'église de la paroisse, mentionne 64 maisons habitées par des Juifs. 
Un autre rapport d'inventaire de l'église en date du 24 septembre 1782 indique: 
« Il n'y a pas de représentants d'autres religions dans la paroisse, à part des Juifs, se montant à 260 personnes dans les tavernes de Goniądz et comme locataires dans les villages appartenant à la paroisse; Grâce au privilège du prêtre Kadłubowski, à l'époque le responsable de Grodno et de l'inspecteur général, ces Juifs ont pu en l'année 1773, construire une synagogue pas très loin de la ville, au bord de la rivière Biebrza. »
En 1795, les autorités prussiennes révoquent le privilège de non tolerandis Iudaeis, entrainant un influx de Juifs. En 1799, Goniądz a 1 373 habitants dont 498 Juifs, soit 36 %. Au cours des quatre-vingt années suivantes, le nombre de résidents double et le nombre de Juifs quadruple. En 1847, on compte 1 337 Juifs dans la ville. Le 1er janvier 1878, 2 943 personnes habitent Goniądz dont 1 880 Juifs soit 64 %. En 1897, le nombre de Juifs atteint 2 056 personnes représentant 59 % de la population totale. 
Comme la forteresse d'Osowiec nécessite en permanence de nombreux travaux de construction et de terrassement, et que  la garnison a des besoins de ravitaillement, l'installation de Juifs se poursuit sous domination russe. À la fin du XIXe siècle, le mouvement sioniste commence à exercer une certaine influence sur la population juive de la ville. Même avant la fin du siècle, l'organisation Chowewej Syjon (les Amants de Sion) envoie 21 colons en Palestine, principalement à Petah Tikva. En 1906 et 1911, Goniądz est ravagé par le feu qui détruit de nombreuses maisons juives.  
Pendant la période de l'entre-deux-guerres, les Juifs au nombre de 1 135, constituent à peu près la moitié de la population de la ville. Ils habitent principalement autour de la place de l'ancien et du nouveau marché. En raison de l'influence grandissante des sionistes, des écoles primaires s'ouvrent en hébreu et yiddish. La synagogue est le centre spirituel de la vie juive. La communauté possède aussi un mikvé (bain rituel) situé sur la rue actuelle Nadbiebrzańska. Le cimetière juif se trouve à 200 mètres du cimetière catholique, actuellement 15 rue Mickiewicza, sur la route de Downary.
Rues du quartier juif de Goniądz avant la Seconde Guerre mondiale

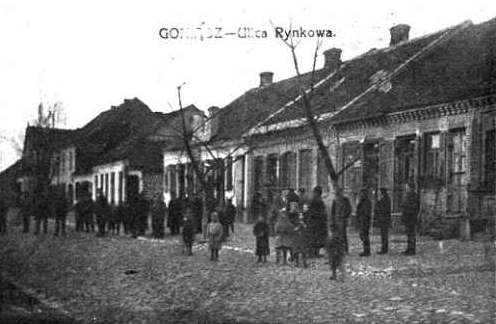
Rue du Marché
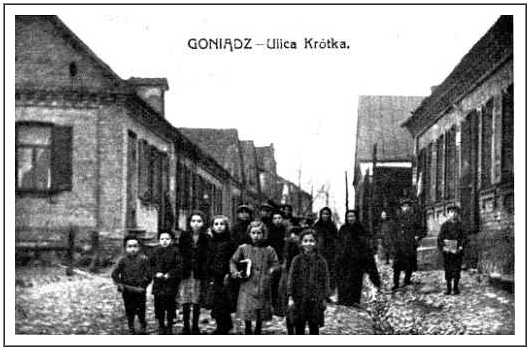
Rue Krotka
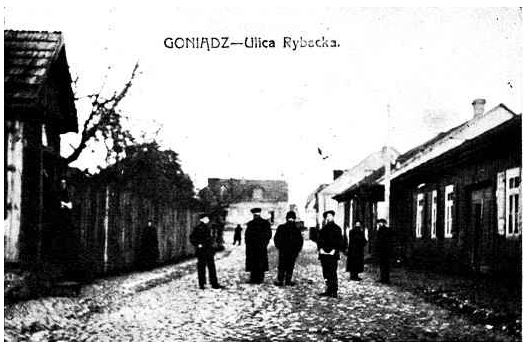
Rue Rybecka

### LaSeconde Guerre mondialeet la fin de la communauté juive
Après le déclenchement de la Seconde Guerre mondiale et l'entrée des troupes soviétiques à Goniądz, la vie des Juifs ne connait que peu de changements. Les magasins privés sont fermés et à leur place, l'occupant ouvre de prétendues kooperatywy (coopératives), qui sont en majorité gérées par des Juifs. Les postes attribués à des Juifs sont principalement le fait qu'un certain nombre de membres de la communauté appartiennent au parti communiste. Certains Juifs sont impliqués dans la sélection des Polonais envoyés dans des camps en URSS. Particulièrement les jeunes Juifs prennent part en 1940 à la conscription de la jeunesse polonaise dans l'armée soviétique. Ils coopèrent aussi volontairement avec la police et le NKVD. Pourtant les Juifs plus âgés ne sont en majorité pas satisfaits des nouvelles autorités, qui entravent le commerce et restreignent la liberté de parler.
La situation des Juifs de Goniądz change dramatiquement après l'occupation de la ville par les Allemands le 26 juin 1941. Ceux-ci mettent en place immédiatement une sévère répression. Dès que les autorités allemandes sont installées, commencent les premières exécutions de masse. Selon des témoignages donnés après la guerre, celles-ci ont lieu le 6 et le 13 juillet 1941. À ces dates, 59 Juifs et 3 Polonais sont tués, suspectés d'avoir collaboré avec les communistes. L'historien polonais, Andrzej Żbikowski cite dans son étude les témoins qui ont décrit ces évènements : 

« Balonowski appela Perkowski et le commissaire de police Potocki, et déclara qu'il avait reçu l'ordre des Allemands de tuer tous les Juifs accusés de collaboration avec les communistes et les trois Polonais. Une tombe a été creusée au cimetière… Un des policiers frappa tout d'abord deux Juifs à l'arrière de la tête avec un marteau, écrasant leur crane, et ces personnes tombèrent dans la fosse… En tout, 20 personnes de différents âges furent tuées, y compris des femmes. »

Dans la partie nord de la ville, les Allemands établissent un ghetto, où ils enferment entre 900 et 1 300 personnes. Des postes de garde sont installés à l'entrée et le ghetto est entouré de fil de fer barbelé. Le ghetto est liquidé le 2 novembre 1942. Tous les Juifs sont conduits sur la place du Marché. La ville est fermement encerclée par les troupes allemandes. Les Polonais reçoivent l'ordre de fournir des wagons pour transporter les Juifs. 217 personnes meurent pendant le transport. Après avoir fouillé la ville pour retrouver d'éventuels fuyards, le convoi, escorté par l'armée allemande se dirige vers Bogusze, où a été établi un camp de transit provisoire formé de baraques. Avec les prisonniers en provenance d'autres villes, le camp compte environ 7 000 personnes, qui vont être sélectionnées et soit envoyées vers différents camps de travail forcé, soit dirigées vers le camp d'extermination d'Auschwitz-Birkenau.  Selon The Encyclopedia of Jewish Life Before and During the Holocaust, l'extermination finale des Juifs de Goniądz n'a eu lieu que le 3 janvier 1943 avec leur transfert au camp d'extermination de Treblinka.    
En mai 1944, la police militaire allemande amène à Goniądz deux Polonais et les trois Juifs qu'ils avaient cachés. Tous sont abattus et leur corps enterrés dans un champ. En mai 1945, le corps des Polonais sont exhumés et enterrés au cimetière catholique local. 
Après la Seconde Guerre mondiale, en l'absence de survivants, la communauté juive de Goniądz ne s'est pas reformée.